# لنزداون (مریلند)
لنزداون (به انگلیسی: Lansdowne) شهری در ایالت مریلند کشور ایالات متحده آمریکا است که جمعیت آن در سرشماری سال ۲۰۱۰ میلادی، ۸٬۴۰۹ نفر بوده‌است.